# Tales of the Jedi: The Golden Age of the Sith

## Introducción
El 1 de julio de 1996 se ponía a la venta la primera historia en la cronología de Star Wars. Era un pequeño cómic editado en América con el nombre de Tales of the Jedi - The Golden Age of the Sith #0 (of 5) por Dark Horse. Era un pequeño cómic de introducción a una nueva era que comprendería dos colecciones y un total de 11 cómics que describirían el esplendor y caída de los Sith, mencionados en los ya publicados cómics de Tales of the Jedi. Sin embargo hasta ahora solo se había explorado el cuarto milenio antes del Episodio 1, ahora la cronología nos situaba en el año 5000 ABY (Antes de la Batalla de Yavin).
Después del cómic de introducción se lanzaron los otros cinco y luego se recopilaron en un tomo único no editado en español. Así se iniciaba cronológicamente el Periodo de la Antigua República.

## Historia
Golden Age of the Sith cuenta la historia de algún importante Jedi, del descubrimiento del Imperio Sith y de las Guerras de Unificación del Sector de la Emperatriz Teta. Pero lo más importante: el descrubrimiento del Imperio Sith, que vive una Edad de Oro y está dividido tras la muerte del anterior Lord Oscuro: Marka Ragnos. Los Sith están en desacuerdo entre ellos tanto en la elección de un nuevo líder como en la invasión de la República, pero parece que el final definitivo será una guerra entre los Sith y la República Galáctica.

## Apartado técnico
Con un guion de Kevin J. Anderson, experto en Star Wars y en Jedi, la serie tiene dos dibujantes de estilos totalmente distintos. Para el volumen de introducción se recurrió a Chris Gossett, mientras que Dario Carrasco Jr. ilustró los otros cinco.

## Enlaces
- Dark Horse
- Índice cronológico de cómics de Star Wars

- Datos: Q1070756